# Knooppunt Grijsoord
Het Knooppunt Grijsoord is een Nederlands verkeersknooppunt voor de aansluiting van de autosnelwegen A12 en A50, nabij Arnhem.
Dit knooppunt is geopend in 1972. Het is een voorbeeld van een trompetknooppunt.

## Richtingen knooppunt
| Aansluitende wegen                | Aansluitende wegen                                 | Aansluitende wegen                       | Aansluitende wegen | Aansluitende wegen |
| --------------------------------- | -------------------------------------------------- | ---------------------------------------- | ------------------ | ------------------ |
|                                   |                                                    |                                          |                    |                    |
|                                   |                                                    |                                          |                    |                    |
| richting Ede / Utrecht / Den Haag | richting Arnhem / Zevenaar / Apeldoorn / Emmeloord |                                          |                    |                    |
|                                   |                                                    |                                          |                    |                    |
|                                   |                                                    | richting Renkum / Ravenstein / Eindhoven |                    |                    |

Almere · Amstel · Arnestein · Assen · Azelo · Badhoevedorp · Bankhoef · Batadorp · Beekbergen · Benelux · Beverwijk · Bodegraven ·  Boterdiep ·  Buren · Burgerveen · Coenplein · De Baars · De Hoek · De Hogt · De Nieuwe Meer · De Poel · De Punt · De Stok · Deil · Diemen · Drachten · Drie Klauwen · Eemnes · Ekkersweijer · Emmeloord · Empel · Euvelgunne · Everdingen · Ewijk · Galder · Gooimeer · Gorinchem · Gouwe · Grijsoord · Hattemerbroek · Heerenveen · Hellegatsplein · Het Vonderen · Hintham · Hoevelaken · Hofvliet · Holendrecht · Holsloot · Hoogeveen · Hooipolder · IJmuiden (niet officieel) · Joure · Julianaplein · Kerensheide · Kethelplein · Klaverpolder · Kleinpolderplein · Kooimeer · Kruisdonk · Kunderberg · Lankhorst · Leenderheide · Lunetten · Maanderbroek · Markiezaat · Muiderberg · Neerbosch · Noordhoek · Ommedijk · Oud-Dijk · Oudenrijn · Paalgraven · Princeville · Prins Clausplein · Raasdorp ·  Reitdiep ·  Ressen · Ridderkerk · Rijkevoort · Rijnsweerd · Rottepolderplein · Rozenburg · Sabina · Sint-Annabosch · Stelleplas · Slufter · Ten Esschen · Terbregseplein · Tiglia · Vaanplein · Valburg · Velperbroek · Velsen · Vlaardingen · Vught · Waterberg · Watergraafsmeer · Werpsterhoek · Westerlee · Ypenburg · Zaandam · Zaarderheiken · Zonzeel · Zoomland · Zuidbroek · Zurich

Geplande knooppunten:
De Liemers · Zestienhoven

Voormalige knooppunten:
Bocholtz · Ekkersrijt · Europaplein (Groningen) · Europaplein (Maastricht) · Lindenholt